# العلاقات الغرينادية الغينية
العلاقات الغرينادية الغينية هي العلاقات الثنائية التي تجمع بين غرينادا وغينيا.

## مقارنة بين البلدين
هذه مقارنة عامة ومرجعية للدولتين:
| وجه المقارنة                                              | غرينادا                                | غينيا       |
| --------------------------------------------------------- | -------------------------------------- | ----------- |
| المساحة (كم2)                                             | 348                                    | 245.86 ألف  |
| عدد السكان (نسمة)                                         | 107.83 ألف                             | 12.72 مليون |
| الكثافة السكانية (ن./كم²)                                 | 30.99 ألف                              | 51.74       |
| العاصمة                                                   | سانت جورجز                             | كوناكري     |
| اللغة الرسمية                                             | لغة إنجليزية، إنكليزية غرنادة المولدة ‏ | لغة فرنسية  |
| العملة                                                    | دولار شرق الكاريبي                     | فرنك غيني   |
| الناتج المحلي الإجمالي (بليون دولار)                      | 1.12 مليار                             | 10.50 مليار |
| الناتج المحلي الإجمالي (تعادل القوة الشرائية) بليون دولار | 1.45 مليار                             | 15.24 مليار |
| الناتج المحلي الإجمالي الاسمي للفرد دولار أمريكي          | 9.21 ألف                               | 531         |
| الناتج المحلي الإجمالي للفرد دولار أمريكي                 | 12.43 ألف                              | 1.22 ألف    |
| مؤشر التنمية البشرية                                      | 0.750                                  | 0.411       |
| رمز المكالمات الدولي                                      | +1473                                  | +224        |
| رمز الإنترنت                                              | .gd                                    | .gn         |
| المنطقة الزمنية                                           | 00                                     | 00          |

## منظمات دولية مشتركة
يشترك البلدان في عضوية مجموعة من المنظمات الدولية، منها:
| علم المنظمة | اسم المنظمة                                 | تاريخ انضمام غرينادا | تاريخ انضمام غينيا |
| ----------- | ------------------------------------------- | -------------------- | ------------------ |
|             | الاتحاد البريدي العالمي                     | ?                    | ?                  |
|             | يونسكو                                      | 17 فبراير 1975       | 2 فبراير 1960      |
|             | البنك الدولي للإنشاء والتعمير               | 27 أغسطس 1975        | 28 سبتمبر 1963     |
|             | منظمة التجارة العالمية                      | ?                    | 25 أكتوبر 1995     |
|             | وكالة ضمان الاستثمار متعدد الأطراف          | 12 أبريل 1988        | 5 أكتوبر 1995      |
|             | منظمة الشرطة الجنائية الدولية               | ?                    | ?                  |
|             | مؤسسة التمويل الدولية                       | 28 أغسطس 1975        | 22 أكتوبر 1982     |
|             | الأمم المتحدة                               | 17 سبتمبر 1974       | 12 ديسمبر 1958     |
|             | مجموعة دول أفريقيا والكاريبي والمحيط الهادئ | ?                    | ?                  |
|             | مؤسسة التنمية الدولية                       | 28 أغسطس 1975        | 26 سبتمبر 1969     |
|             | منظمة حظر الأسلحة الكيميائية                | ?                    | ?                  |
|             | المركز الدولي لتسوية المنازعات الاستشارية   | 23 يونيو 1991        | 4 ديسمبر 1968      |